# Václav Horyna
Václav Horyna (17. dubna 1906, Pamětník – 25. srpna 1997, Praha) byl pedagog a sběratel regionálních pověstí.

## Život
Vystudoval na učitelském ústavu v Jičíně. Od roku 1927 učil matematiku, češtinu a výtvarnou výchovu. Přitom spolupracoval s ochotnickým divadlem, organizoval festival Klicperův Chlumec, pořádal regionální výstavy a podobně. V letech 1945-9 vedl kulturní redakci královéhradeckého rozhlasového studia. Česká televize uvedla jeho příspěvky v cyklu Úsměvy mistrů.
Důchodový věk strávil v Praze.

## Dílo
- Pověsti kraje Malátova a Klicperova (1941)
- Vlastivěda Královéhradecka (1968)
- Perly mezi kamením (1980), východočeské pověsti, legendy a lidová vyprávění
- Tesáno do kamene (1948)